# Nenê da Harmonia
Associação Recreativa Cultural e Carnavalesca Nenê da Harmonia é uma escola de samba da cidade de Canoas no Rio Grande do Sul. A escola localiza-se no bairro Harmonia.

## Segmentos

### Presidentes
| Nome                          | Mandato | Ref.  |
| ----------------------------- | ------- | ----- |
| Vânia Terezinha Scott Azeredo | ? - ?   | [ 2 ] |

### Diretores
| Ano  | Diretor de Carnaval    | Diretor de harmonia | Mestre de bateria | Ref.  |
| ---- | ---------------------- | ------------------- | ----------------- | ----- |
| 2013 | Alberto Freitas (Beto) |                     | robson(kaubi)     | [ 2 ] |

## Carnavais
| Ano  | Colocação                                               | Grupo                                                   | Enredo | Carnavalesco                                            | Ref.                                                    |
| ---- | ------------------------------------------------------- | ------------------------------------------------------- | --- | ------------------------------------------------------- | ------------------------------------------------------- |
| 2003 |                                                         | Único                                                   | Uma exaltação à Canoas                                                                                          |                                                         |                                                         |
| 2004 |                                                         | Único                                                   | Brasil, fome zero e a destruição de uma visão de futuro.                                                        |                                                         | [ 3 ]                                                   |
| 2005 |                                                         | Único                                                   | Uma exaltação ao livro ler é a base de nossa educação aprender não é difícil ler é um exercício.                |                                                         |                                                         |
| 2006 |                                                         | Único                                                   | A Nenê da Harmonia é samba e tradição e de azul, vermelho e branco todo mundo se encontra em Capão da Canoa.    |                                                         |                                                         |
| 2007 |                                                         | Único                                                   | Explosão do universo ao Caldos do Prata. Num caminho de preservação, Nélson Salvador o homem das águas termais. |                                                         |                                                         |
| 2008 | 5º lugar                                                | Único                                                   | O Tigre convida o povo pra festa da inclusão social em Canoas uma cidade solidária.                             |                                                         | [ 4 ]                                                   |
| 2009 | 5º lugar                                                | Único                                                   | Odisseia negra, epopeia de uma raça. A travessia da bravura e da coragem tatuada nas Áfricas brasilianas        |                                                         | [ 5 ] [ 6 ]                                             |
| 2010 | 4º lugar                                                | Único                                                   | Entre Glórias e Conquistas dos Impérios a Soberana é a Nenê da Harmonia.                                        |                                                         | [ 7 ] [ 8 ]                                             |
| 2011 | 4º lugar                                                | Único                                                   | De um lado pro outro para qualquer lugar nas águas da imaginação a Nenê da Harmonia vai te levar.               |                                                         | [ 1 ]                                                   |
| 2012 | 7º lugar                                                | Especial                                                | Nas águas da sereia negra, Rio Grande, a Noiva do Mar; Nas garras do tigre Wilson Branco, o Homem do Povo       |                                                         | [ 9 ] [ 10 ]                                            |
| 2013 | 3º lugar                                                | Acesso                                                  | No ano da Alemanha no Brasil a Nenê apresenta Feliz, terra da alegria e qualidade de vida.                      | Daniel Scott                                            | [ 2 ] [ 11 ] [ 12 ] [ 13 ]                              |
| 2014 | 5º lugar                                                | Acesso                                                  | Negras do Brasil                                                                                                |                                                         | [ 14 ] [ 15 ]                                           |
| 2015 | Desfile sem avaliação em um bairro da cidade de Canoas. | Desfile sem avaliação em um bairro da cidade de Canoas. | Desfile sem avaliação em um bairro da cidade de Canoas.                                                         | Desfile sem avaliação em um bairro da cidade de Canoas. | Desfile sem avaliação em um bairro da cidade de Canoas. |
| 2016 | Campeã                                                  | Acesso                                                  | Quilombos |                                                         | [ 17 ] [ 18 ]                                           |
| 2018 | Campeã                                                  | Especial                                                | |                                                         | [ 19 ]                                                  |

## Títulos
- Campeão do Grupo Especial: 2018[19]
- Campeã do Grupo de Acesso: 2016

## Prêmios
- Estandarte de Ouro

Grupo Especial/Único
- 2005: Tema enredo e porta-bandeira.
- 2007: Samba enredo, harmonia, porta-estandarte.
- 2009: Harmonia e melhor ala.
- 2010: Bateria e melhor ala.

Grupo de acesso
- 2014: Mestre-sala e porta-bandeira.
- 2016: Samba enredo, enredo, harmonia, evolução, alegorias, diretor de carnaval e presidente.